# Lechner Ödön

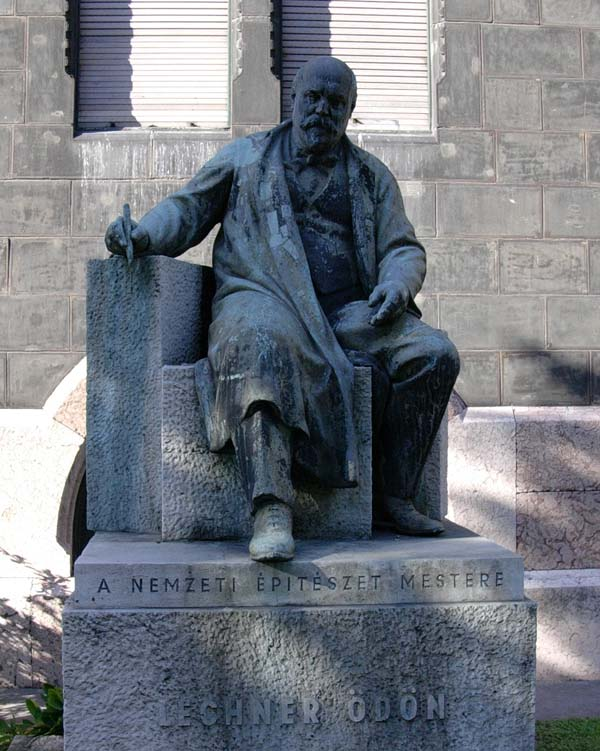
Lechner Ödön szobra az Iparművészeti Múzeum előtt; Farkas Béla alkotása, e szobrot a kortársak Papszinak becézték, hiszen Lechnernek ez volt a barátai által adott beceneve

Lechner Ödön (Pest, 1845. augusztus 27. – Budapest, Terézváros, 1914. június 10.) építész, a magyar stílusú szecesszió úttörője, királyi tanácsos, a Ferenc József-rend lovagja. A magyar építészet kimagasló egyénisége.
Bátyja Lechner Gyula festőművész, öccse dr. Lechner Károly orvos, fia ifj. Lechner Ödön (Lechner János Ödön) festőművész, unokaöccse Kismarty-Lechner Jenő építész.
Sajátosan magyar, mégis egyetemes jellegű formanyelve a nyugati, a keleti és a magyar népi művészetből egyaránt merít, ugyanakkor azok teljesen egyedi ötvözetét adja.
A szakmai közvélekedés öt főművének a kőbányai Szent László-templomot, a kecskeméti Városházát, a budapesti Iparművészeti Múzeumot, a Magyar Földtani és Geofizikai Intézet épületét és a Postatakarékpénztárat tekinti; ezek az UNESCO világörökségi jelöltlistáján is szerepelnek. Mindezen épületeinek mindegyikét keleties, színes ornamentika, mégis fegyelmezett szerkezet jellemzi.
Áttekinthető épületszerkezeteivel, festői tércsoportosításával, anyaghasználati és szerkezeti újításaival a progresszív építészeti törekvések nemzetközi rangú képviselője volt, aki a magyar népművészet formavilágát nemcsak meghonosította, de alkotó módon tovább is fejlesztette.

## Életpályája
A szecesszió építészetének világhírű, iskolateremtő mestere és a magyar szecessziós építészet megteremtője polgári családban született.
Édesapja, a bajor származású Lechner János (1812–1884) hites ügyvéd, fővárosi főadószedő, téglagyár-tulajdonos, anyja, Schummayer Terézia (1817–1895) volt. Apai nagyszülei idősebb Lechner Nepomuk János (1774–1845) építőanyag-gyáros, pesti királyi szépítőbiztos és Hupf Erzsébet (1786–1853) voltak.
A család agyagbányája és téglagyára a kőbányai Maglódi út–Algyögyi utca által határolt területen feküdt, ami később a Fővárosi Serfőző Rt., majd a Kőbányai Sörgyár sporttelepe lett.
Középiskolai tanulmányait a Pest-belvárosi Reáltanodán kezdte, majd a József Ipartanodát látogatta 1865–1866 között, mestere: Szkalnitzky Antal volt. 1866-ban Berlinbe ment, ahol három évet töltött a Berlini Építészeti Akadémián Hauszmann Alajossal és Pártos Gyulával együtt. Itt tanárai közül Karl Boettichert vallotta mesterének, aki az új építőanyagokról, elsősorban a vas tartószerkezetek szerepéről tartott előadásaival hatott rá. Tanulmányai után 1868-ban ifjú házasként, Primayer Irmával egy éven át beutazta Olaszországot.
Itáliai tanulmányút után tanulótársával, Pártos Gyulával társulva tervezőirodát nyitott. Ez időben tervezett bérházaik még a német akadémizmus stílusát képviselték.
1874–1878 között Franciaországban Clément Parent műtermében dolgozott, ahol számos francia műemlék restaurálásában vett részt. Franciaországi útjában komoly szerepet játszott családi tragédiája is. A fiatalon nősült Lechner hatévi házasság után elvesztette feleségét, így két kisgyermekükkel magára maradt. 1879-ben Angliában is járt.
Hazatérve ismét Pártossal együtt nyitotta meg irodáját, és nagyszabású alkotások sorozatát építette (szegedi városháza, 1882, a Budapesti volt MÁV-nyugdíjintézet bérháza az Andrássy út 25. alatt, 1883, a szegedi Milkó-ház). Ezek még a historizáló stílust képviselik, de megjelenik már későbbi művészetének több jellemvonása, a népi ornamentika használata.
1889-ben másodízben utazott Angliába. Ezúttal Zsolnay Vilmossal a Kensington (ma Victoria and Albert) Múzeumban a keleti kerámiákat, elsősorban az indiai díszítő elemeket tanulmányozta. Az angol hatásnak is volt nyoma alkotásai között. (a második világháborúban elpusztult zsámboki kastély).

### A szecessziós magyar nemzeti stílus
Lechner az építészeti részletképzés tekintetében egyre inkább a magyar folklór, az ázsiai illetve perzsa és indiai díszítőművészet felé fordult. 1891-ben Pártossal együtt megnyerte a Magyar Iparművészeti Múzeum és Iskola tervpályázatát „Keletre magyar” jeligével. Az Iparművészeti Múzeum (1893–96) épületének külső díszítései, a mázas cserepek, a pirogránit díszítőelemek, az áttört virágmotívumok indiai, perzsa, mór és magyar népi hatásokról tanúskodnak. Az épület egésze eltér a hagyományos formavilágtól, ami vegyes fogadtatásra talált.
Tóth Béla, a neves publicista egyenesen a Cigánykirály palotájaként aposztrofálta az ízlésétől eltérő épületet. Eredetileg a belső festés is színgazdag, rendkívül merész volt, ám az ellenzők elérték, hogy ezt: Reissmann Károly Miksa művét az 1920-as évek végére lemeszelték.
Az őt ért támadások ellenére Lechner – immár Pártos Gyula közreműködése nélkül – továbbhaladt az általa kijelölt úton, és 1897-ben megbízást kapott a Magyar Állami Földtani Intézet Stefánia úti épületére.
Letisztult formavilága, romantikusan gazdag fantáziája a Postatakarékpénztár (ma: Magyar Államkincstár) Hold utcai épületénél érvényesül a legtökéletesebben. 1900-ban az épületért a Képzőművészek egyesülete „Nagy Aranyéremmel” tüntette ki, és 1900. július 1-jén I. Ferenc József magyar királytól megkapta a „királyi tanácsos” címet is.
Ez az épület is megosztotta a kortársakat. A Postatakarékpénztár épületét a korabeli sajtó szerint “lelkesedők és gúnyolódók” nagyobb számban keresték fel, mint ügyfelek. Lechner Ödön pechjére a bírálók közé tartozott a kultuszminiszter, Wlassics Gyula is, aki még a parlamentben is szóvá tette az “építészeti ballépésre” kidobott pénzt.
Lechner ettől kezdve állami megbízást nem kapott, mesteriskoláját nem engedélyezték, még követőinek alkotásai is csak számos módosítással valósulhattak meg. Hatása mégis továbbterjedt. Iskolateremtő stílusa győzedelmeskedett Lajta Béla, Komor Marcell, Jakab Dezső és más építészek tevékenysége révén.
Egyházi megbízásai közül kiemelkedik a kőbányai Szent László-plébániatemplom, amely azonban Barcza Elek korábbi terveinek felhasználása miatt nem tekinthető szuverén alkotásnak. Élete utolsó évtizedének legjelentősebb megbízása a pozsonyi katolikus Szent Erzsébet-templom és plébánia volt (1907–13).
Az idős mestert 1911-ben a római nemzetközi építészeti kiállításon bemutatott életművéért (Otto Wagner mellett) nagy aranyéremmel tüntették ki. Haláláig még kapott néhány kisebb megbízást (Domonkos-ház átépítése, Szeged; az Ernst Múzeum bejárata, Budapest; Sipeki Balázs-villa; Vajda Péter utcai iskola), de a nagyobb pályázatokon már nem járt sikerrel.
Az önálló magyar építészeti stílus megteremtőjeként számos követője akadt „A fiatal építésznemzedék seregestől vette körül és követte építészeti elveit, így Lajta Béla, Maróti Géza, Jakab Dezső, Komor Marcell, Bálint Zoltán, Jámbor Lajos, Sebestyén Artúr, Györgyi Dénes, Jánszky Béla, Zrumetzky Dezső, Medgyaszay István, Árkay Aladár, Kőrössy Albert Kálmán.”
„A magyar nemzeti formanyelv kialakítására tett kísérlete a korszak legjelentősebb műveit hozta létre, melyek iskolát teremtettek még ha a személyes irányítása alatt álló és műveinek nem formáit, hanem szellemét tovább vinni hivatott mesteriskola létrehozására való törekvés kudarcot vallott is. Építészetének tudatos, elméleti (tanulmányokban is kifejezett) kialakítása a korszakban egyedülálló, úttörő jelentőségű.”
Ahogy azt a Művészeti Lexikon  (1967) megállapítja, Lechnernek a szakírói munkássága is jelentős.

## Emlékezete
- 1928-ban alakult meg a Lechner Ödön Társaság, tagjai között Bartók Bélával, Kodály Zoltánnal, Lechner Jenővel, Lechner Loránddal, Medgyaszay Istvánnal, Neuschloss Kornéllal.
- Az Iparművészeti Múzeum előtt bronzból készült, egész alakos ülőszobra látható, Farkas Béla szobrász és Kende Ferenc építész 1936-os munkája.[22]
- A Margit-szigeten található büsztje, Nagy Sándor munkája 1977-ből.[23]
- Kőbányán, a Szent László téren álló szobra Zsemlye Ildikó szobrászművész alkotása.[24]
- A Terézvárosban, a Fészek Klub emeleti előterében helyezték el Fadrusz János róla készült mellszobrát.[25] Mint a Lechner Ödönről készült szobrok többsége, ez is hálósapkában ábrázolja őt, amivel az alkotó Lechner erős kopaszodását leplezte.
- Szegeden, a Dóm téri Nemzeti Emlékcsarnokban elhelyezett mellszobra Ligeti Miklósnak az alkotása bronzból, 1930-ból.
- Budapesten, a VIII. kerületben, az Ötpacsirta utca 12. szám alatt (volt Almássy-palota, ma az Építészek Háza) Szmrecsányi Boldizsár 2002-ben készült domborműve tekinthető meg Lechner Ödönről. Szmrecsányi is a legendássá vált házisapkájában ábrázolja őt.[26]
- Budapesten a Városligetben sétányt, a IX. kerületi Duna-parton fasort neveztek el róla. Szegeden tér, Kecskeméten, Ózdon és Veresegyházán utcák őrzik a nevét.
- 2001-ben posztumusz Magyar Örökség-díjjal ismerték el a magyar építészetet megtermékenyítő munkáját.[10]
- 2013 óta halála évfordulója (június 10.) a szecesszió világnapja.
- Népi elemekkel gazdagon díszített, mégis modern hatású művészetének megbecsülését jelzi, hogy halálának centenáriumán, 2014-ben a munkásságát bemutató kiállítást rendeztek az Iparművészeti Múzeumban, 2015-ben, születésének 170. évfordulóján pedig Az alkotó géniusz címmel nyílt mozgókiállítás a budapesti metró szerelvényeiben.[10]
- Családja egykori téglagyárának Maglódi úti telephelyeit a rendszerváltás után egy cég megszerezte, majd magáról nevezte el a területet. A 2020-as évek elején a cég az egykori söröző mellé új épületet emelt, itt működik a Lechner Rendezvényközpont.[27]

## Alkotásai

### Épületek és pályatervek

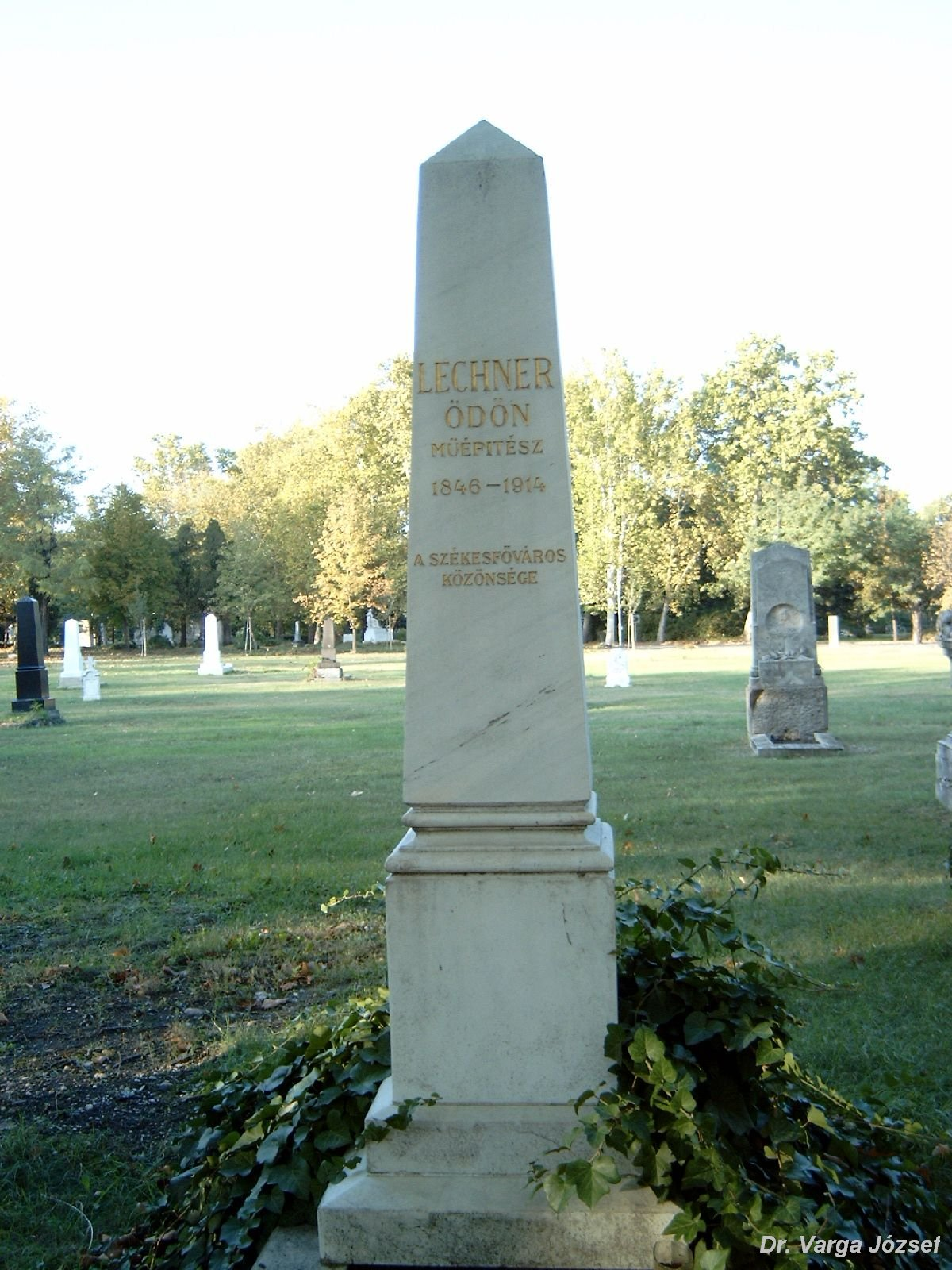
Lechner Ödön sírja, Fiumei úti sírkert 28. parcella, díszsor 19

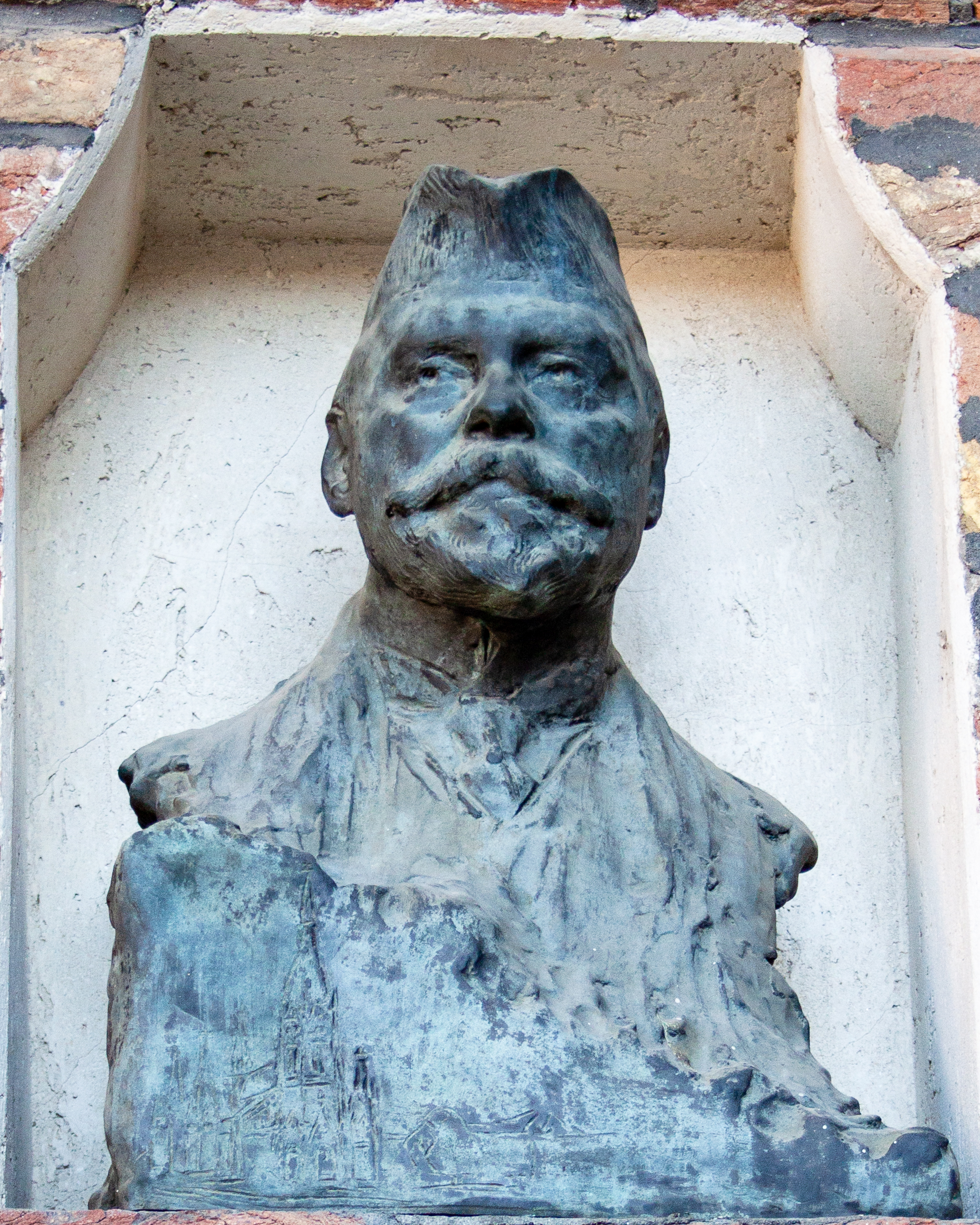
Lechner Ödön mellszobra a szegedi Dóm téren; Ligeti Miklós műve (1930)

- 1870. A Batthyány-síremlék pályaterve
- 1871. Budapest VIII., Múzeum krt. 33. Lenhossék József háza (elpusztult)
- 1871. Budapest IX., Soroksári út 62. 1848-as honvédek menháza (elpusztult)
- 1871–1875. Budapest VI., Bajcsy-Zsilinszky út 43. Mándl Pál háza
- 1871–1872. Budapest V., Sas u. 9. (Egykori Kéksas utca) Primayer János háza (Lechner maga is sokáig lakott itt)
- 1872–1874. Budapest V., Veres Pálné utca 9. Kecskemét város pesti bérháza
- 1871–1874. Budapest V., Szent István tér 3. Bérház
- 1873. Aradi városháza (terv)
- 1874. Budapest VIII., Fiumei úti sírkert, Primayer Irma síremléke
- 1874–1875. Kecskemét, Szabadság tér. Kecskeméti Takarékpénztár
- 1875. Budapest, Városliget, Korcsolyacsarnok (1893-ban lebontották)
- 1880. Zombor, Iskola
- 1882. Kecskemét, Városi fürdő (nem épült meg)
- 1882–1883. Szeged, Roosevelt tér 5. Milkó-palota (műemlék)
- 1882–1883. Szeged, Széchenyi tér 10. Városháza (műemlék)
- 1882–1884. Budapest VI., Andrássy út 25., a MÁV Nyugdíjintézet bérháza, benne volt a Drechsler-kávéház. Később az Állami Balettintézet használta (műemlék)
- 1885–1886. Nagybecskerek, Megyeháza
- 1887. Kecskemét, Rudolf lovassági laktanya[28] (műemlék)
- 1888–1889. Budapest V., Váci u. 11/a Thonet-ház[29] (műemlék)
- 1888. Mozsgó, Biedermann Ottó kastélya (egy 1917-es tűzvészben elpusztult, majd részlegesen helyreállították)
- 1889–1893. Szekszárd, Szegzárd Szálló[30]
- 1889–1891. Karlóca, Főgimnázium
- 1890–1896. Kecskemét, Kossuth Lajos tér 1. Városháza
- 1891–1896. Budapest IX., Üllői út 33–37. Iparművészeti Múzeum (műemlék)
- 1891–1897. Budapest X., Templom tér. Szent László-plébániatemplom[31] (műemlék)
- 1892–1893. Szabadka, Leovics Simon palotája
- 1894. Budapest, Ferenc József híd pályaterve
- 1895. Budapest IX., Berzenczey u. 11. Lechner-ház
- 1895. Kecskemét, Görögtemplom utca. Bazársor
- 1896–1899. Budapest XIV. Stefánia út 14. Földtani Intézet https://web.archive.org/web/20140315172633/http://www.mfgi.hu/hu/node/67
- 1897. Pécel, Korányi u. 8. Lechner Ilka nyaralója
- 1898–1900. Budapest, Bartók Béla út 40. Lechner Gyula háza (műemlék)
- 1899. Budapest, Tőzsdepalota (pályázat, nem épült meg)[32]
- 1899–1901. Budapest V., Hold u. 4. Postatakarékpénztár (Ma: Magyar Államkincstár, műemlék)
- 1900. Kolozsvár, Lechner Károly villája
- 1902. Pozsony, Postapalota pályaterve, Lajta Bélával[33]
- 1903. Bécs, Gerngross Áruház (tervpályázat)
- 1905. Budapest V., Széchenyi rkp. Kultuszminisztérium (tervpályázat)
- 1905. Budapest XIV., Hermina út 47. Sipeki Balázs Béla villája (ma: MVGYOSZ, a Magyar Vakok és Gyengénlátók Szövetségének székháza)[34] (MŰEMLÉK)
- 1906–1908. Pozsony, Főgimnázium
- 1907–1913. Pozsony, Szent Erzsébet-templom (Kék templom)
- 1909. Sárospatak, Állami Tanítóképző pályaterve[35]
- 1909. Budapest, Várhegy, Erzsébet királyné emlékművének tervei
- 1909–1910. Kecskemét, Víztorony és Rákóczi-emlékmű terve[36]
- 1914. Budapest X., (Kőbánya) Kőrösi Csoma Sándor út 28–34. Szent László Gimnázium[37] (műemlék)
- 1914. Budapest VIII., Rezső tér. Ferenc József-emléktemplom (tervpályázat. I. díj)[38]
- 1902–1904. Szirma (ma Miskolc), Klein-kastély, Lajta Bélával (a második világháborúban megsemmisült)
- 1913–1924. Budapest VIII., Vajda Péter u. 25–31. Simor utcai iskola (ma: Vajda Péter Ének-zenei Általános és Sportiskola)

### Enteriőrök és iparművészeti alkotások
- Iparművészeti Múzeum postaládája, kandelábere, kivitelezte Jungfer Gyula
- 1892. Műlaptároló állványok az Országos Képtár részére (kivitelezte Jungfer Gyula
- 1897. A kecskeméti városháza közgyűlési termének bútorzata
- 1900. A Postatakarékpénztár bútorai
- 1912. Az Ernst Múzeum bejárati előcsarnokának színes márvány padjai

## Kötetei
- Magyar formanyelv nem volt, hanem lesz; Singer-Wolfner, Budapest, 1906
- Lechner Ödön írásai; összegyűjt., szerk., jegyz., utószó Sümegi György; Corvina, Budapest, 2020

## Képgaléria

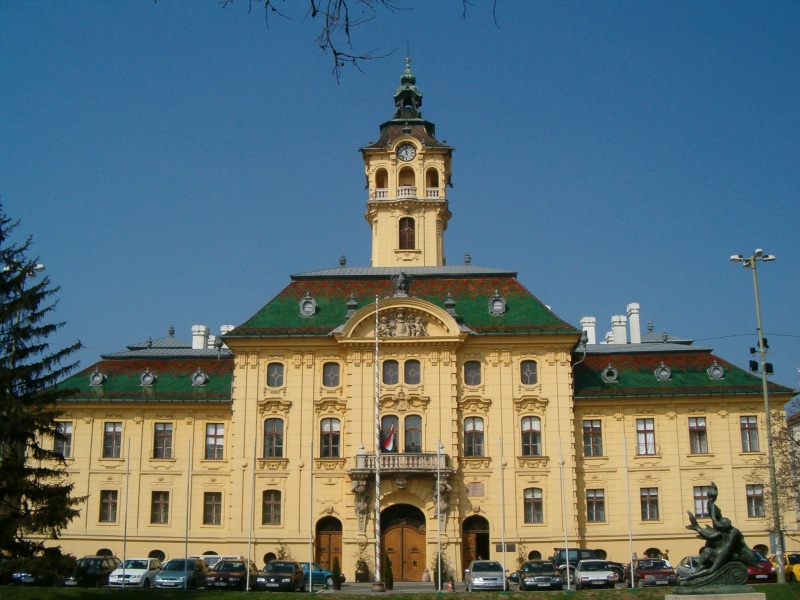
Városháza (Szeged) (1882–1883)
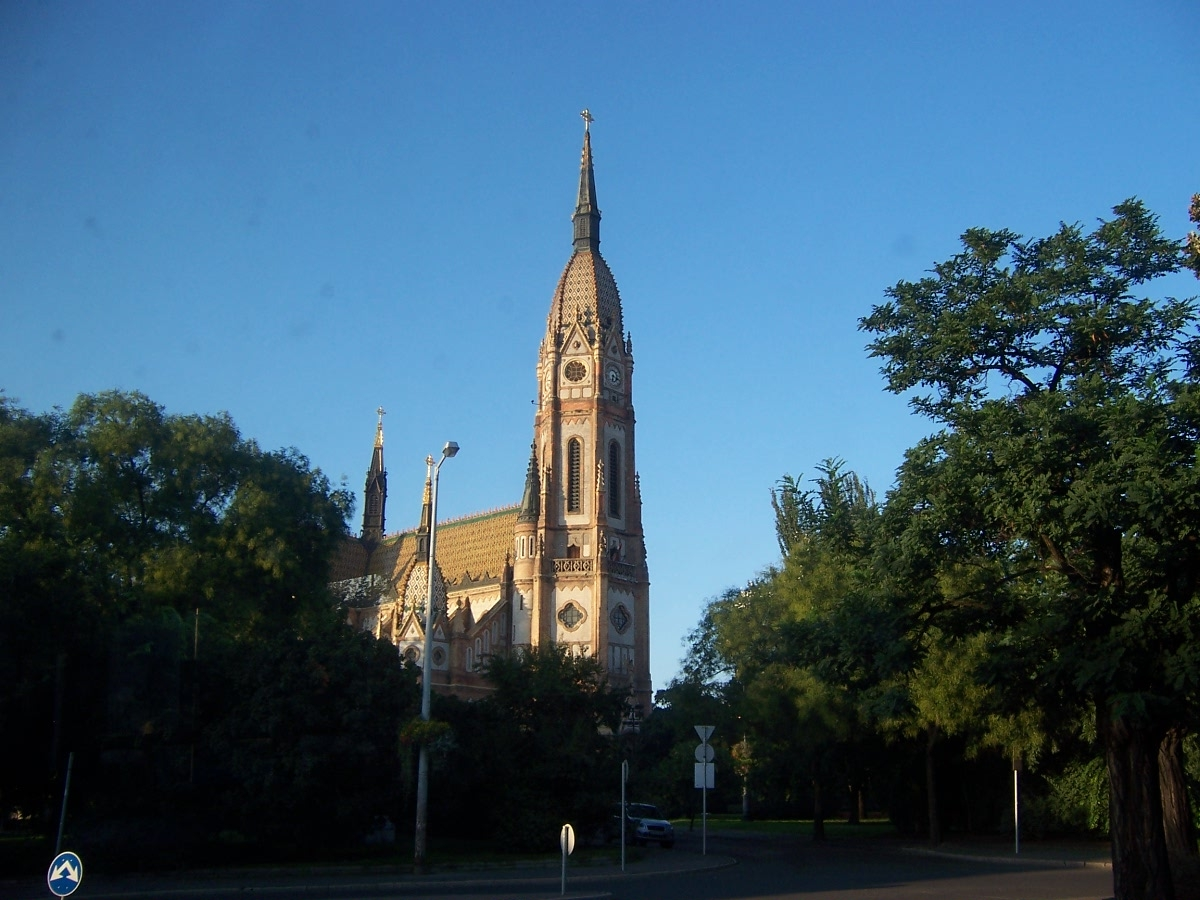
A kőbányai Szent László-templom (1891–1896)
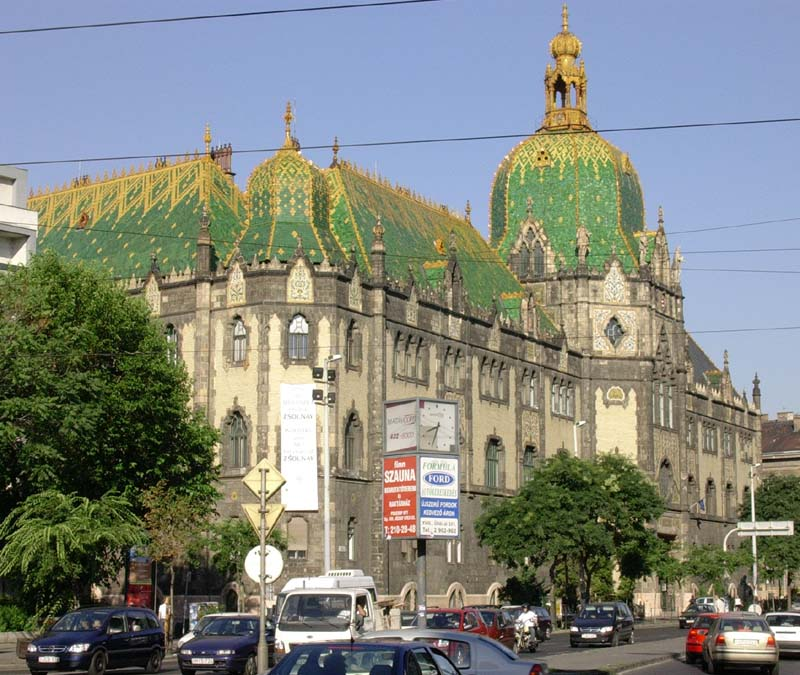
Az Iparművészeti Múzeum épülete Budapesten
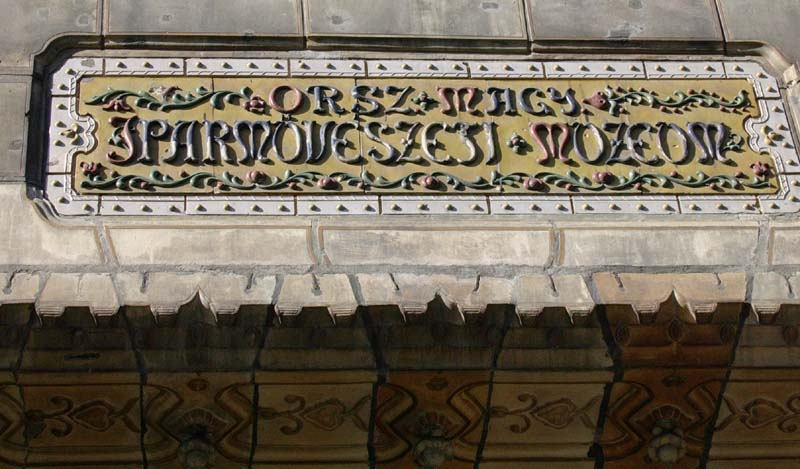
Felirat az Iparművészeti Múzeumon
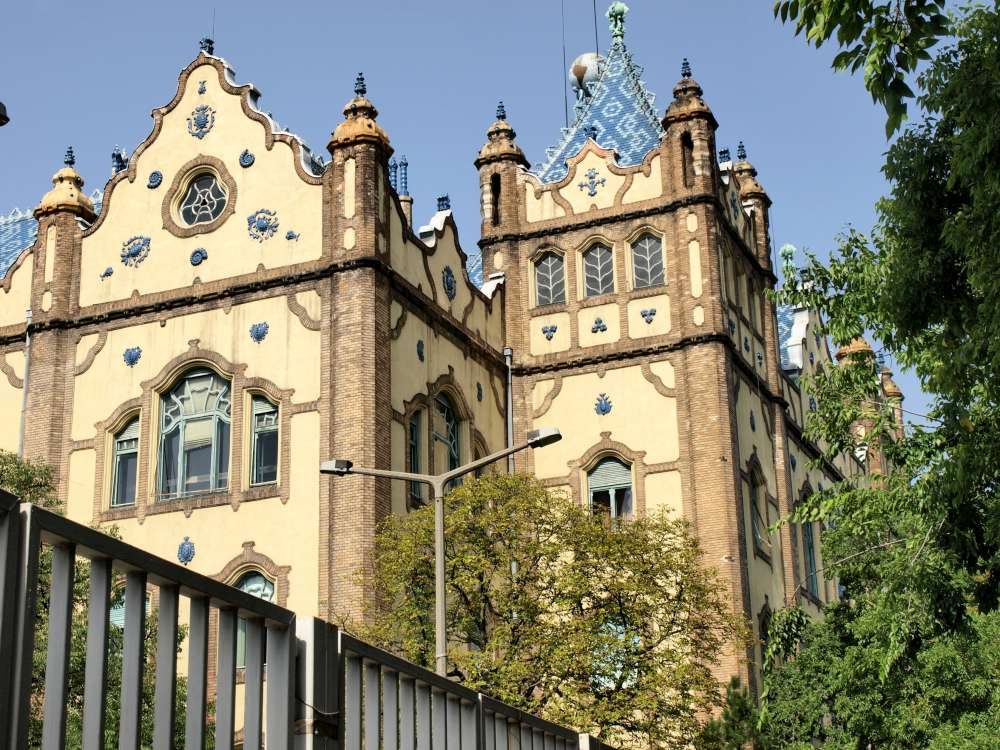
Magyar Állami Földtani Intézet (1896–1899)
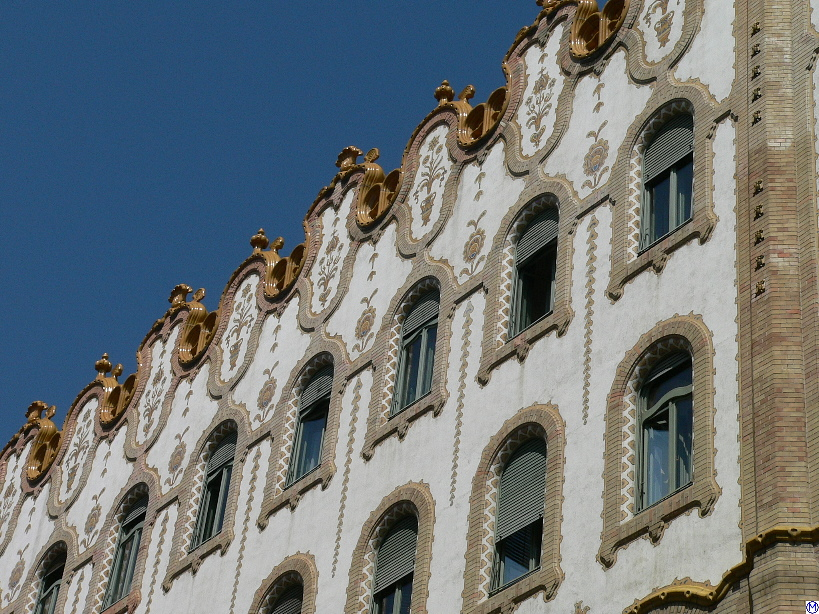
Budapesti Postatakarékpénztár (1899–1901)
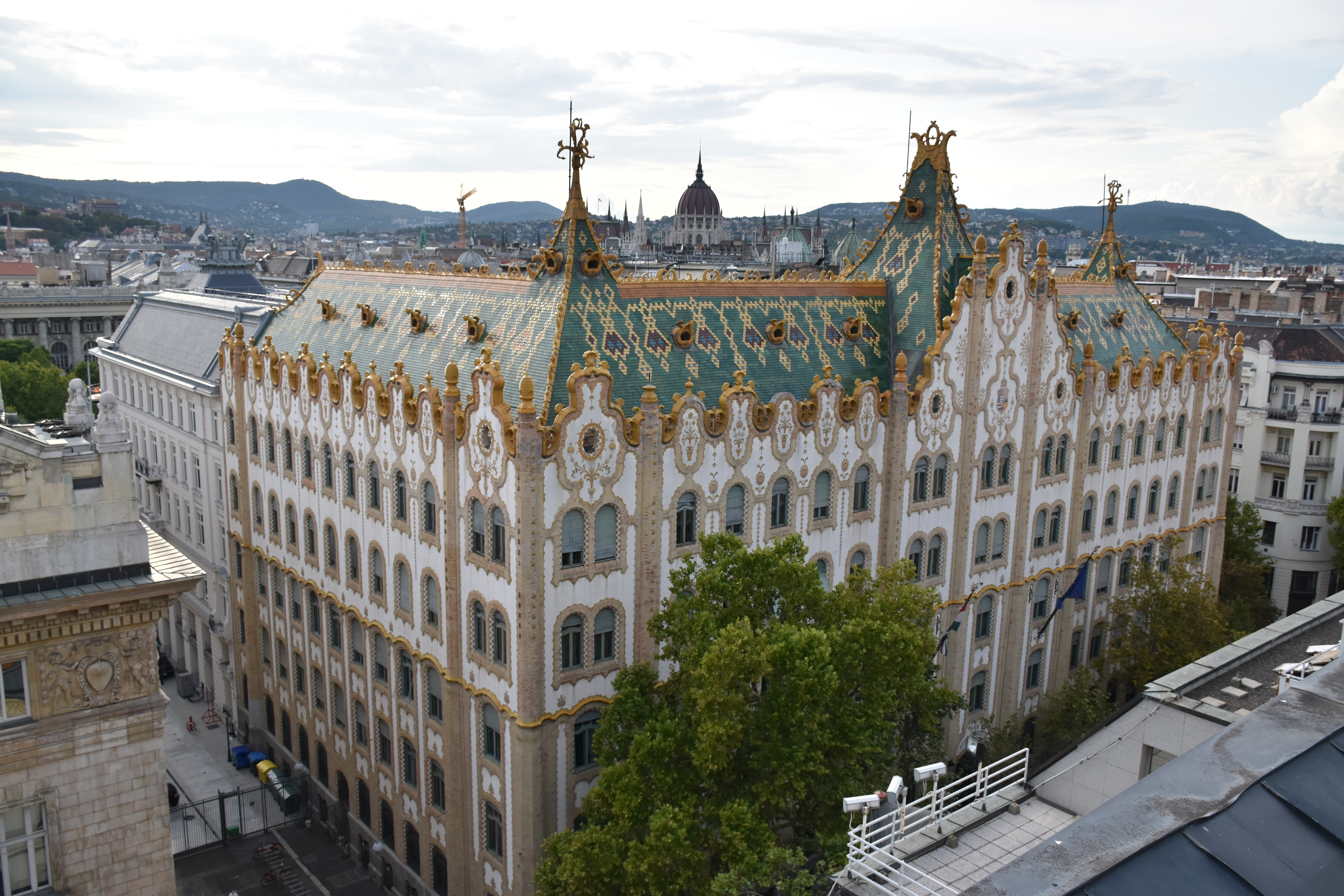
Budapesti Postatakarékpénztár
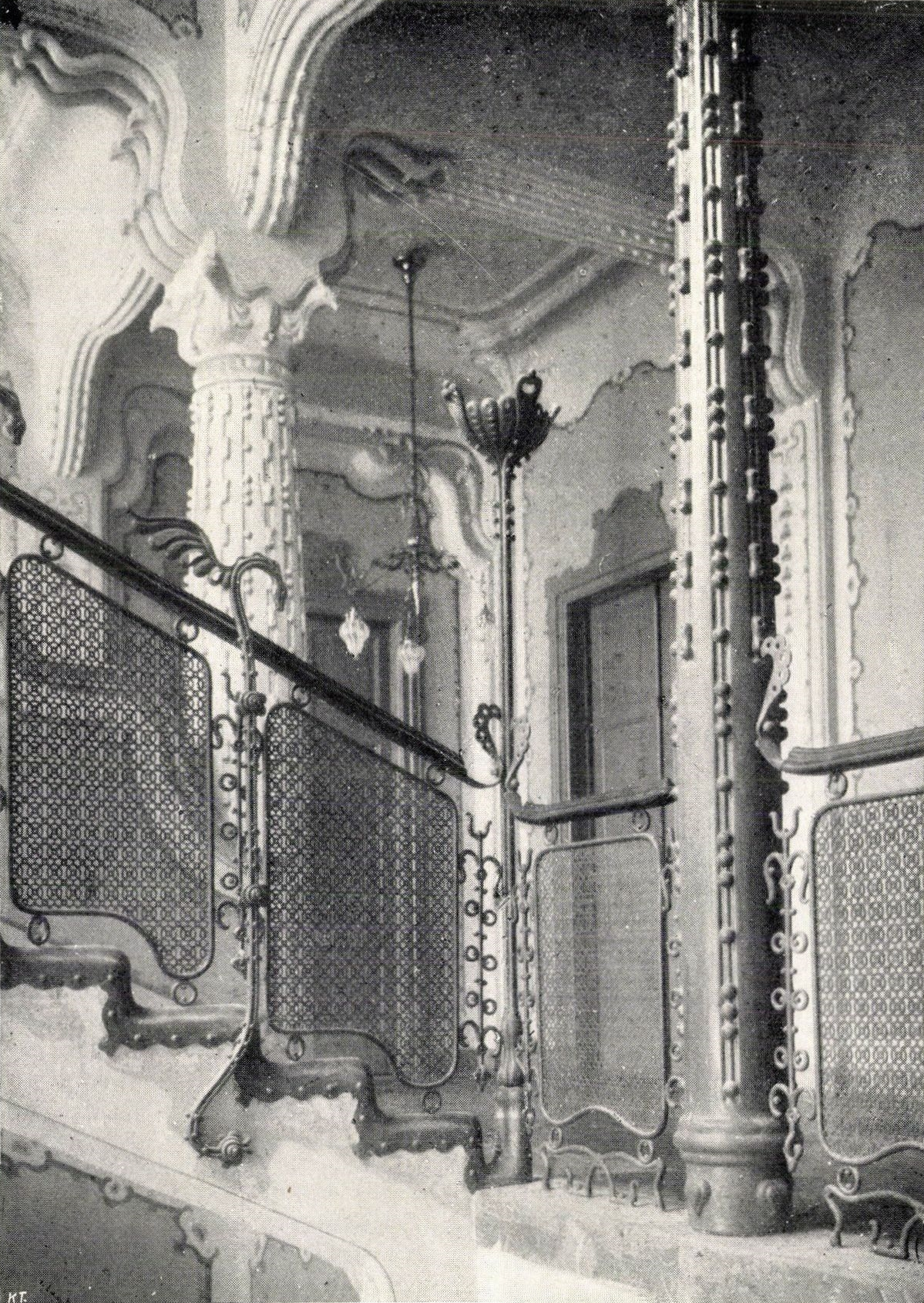
Lépcsőház a Postatakarékpénztárban
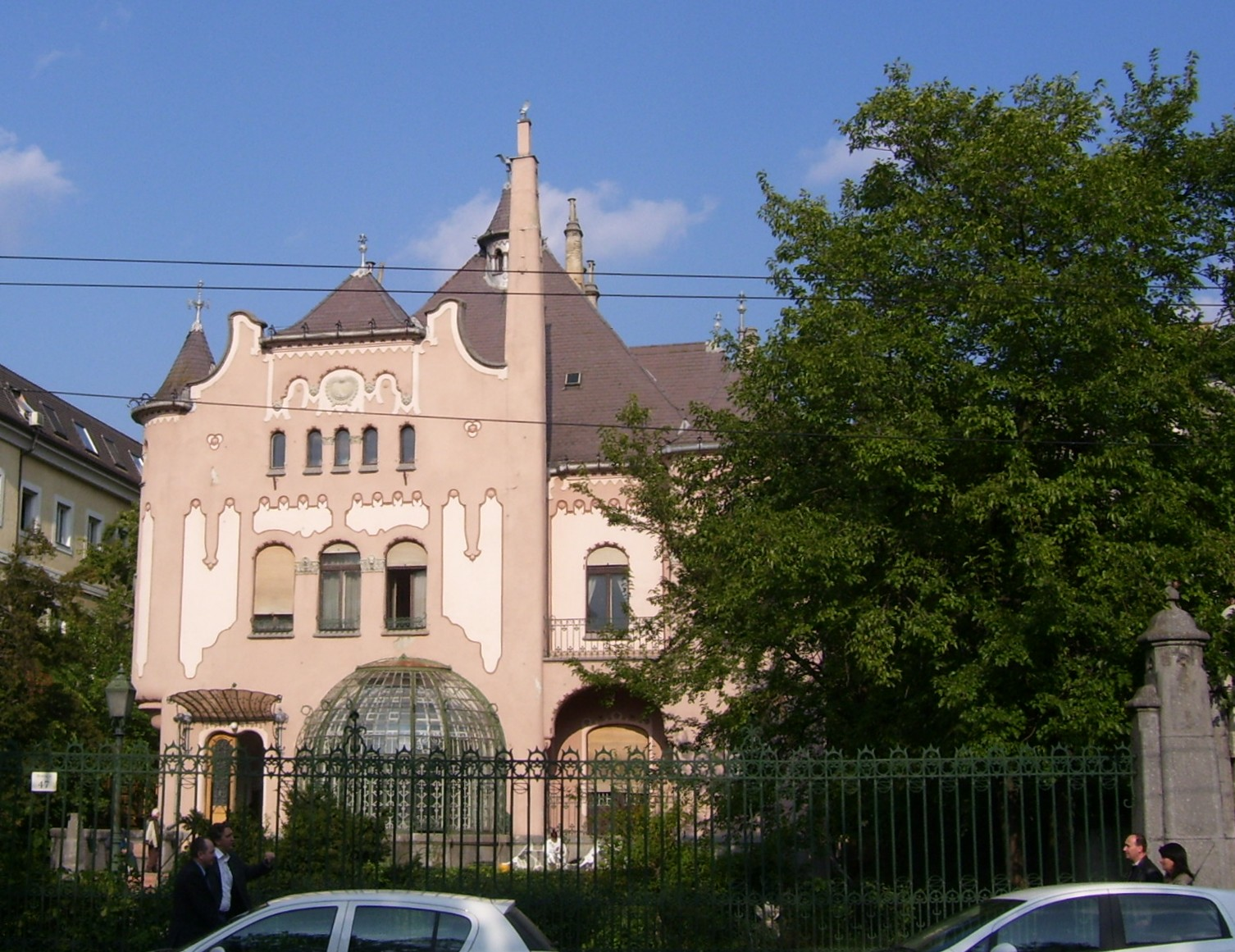
Budapest XIV., Hermina út 47. (1905)
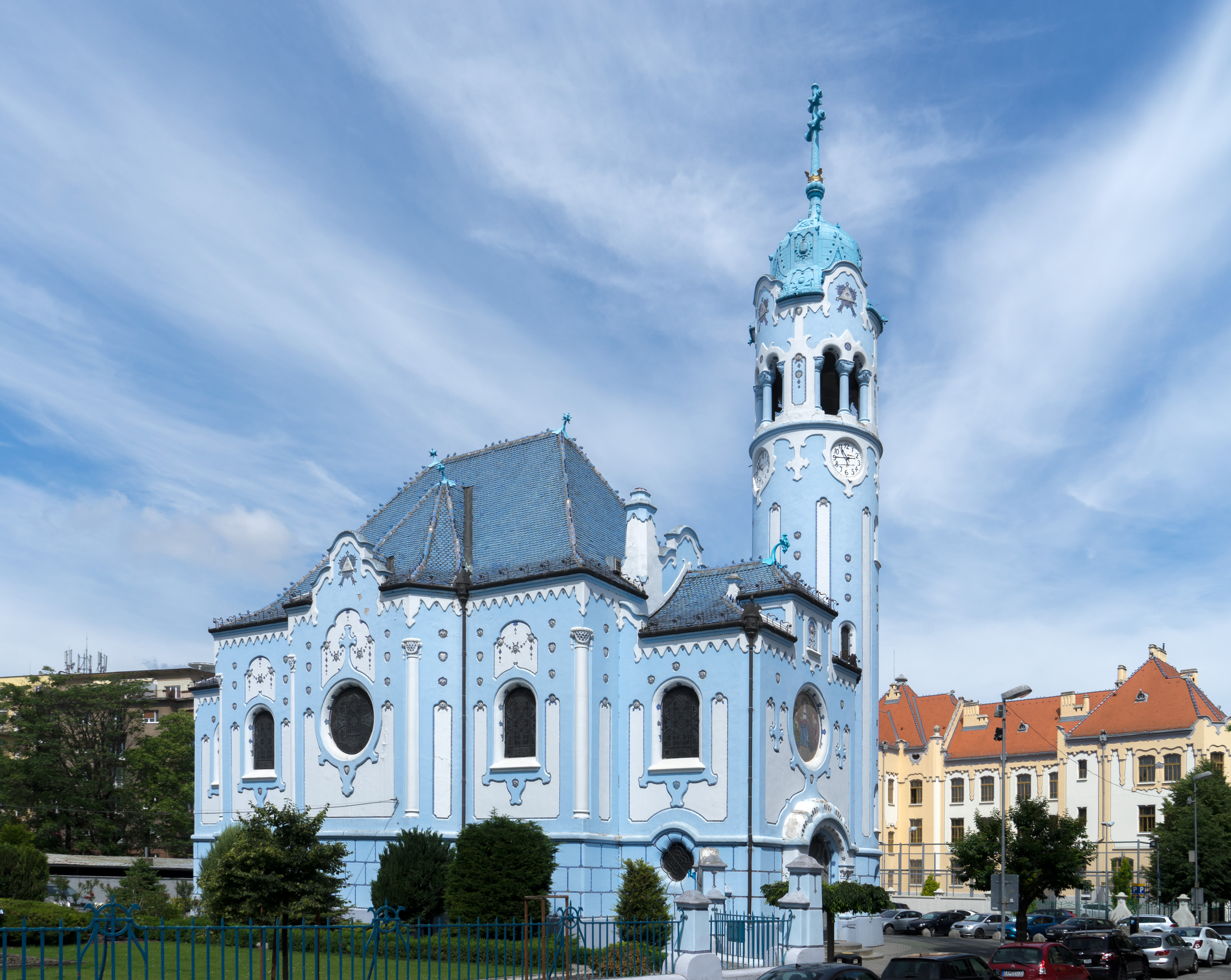
Kék templom, Pozsony (1907–13)
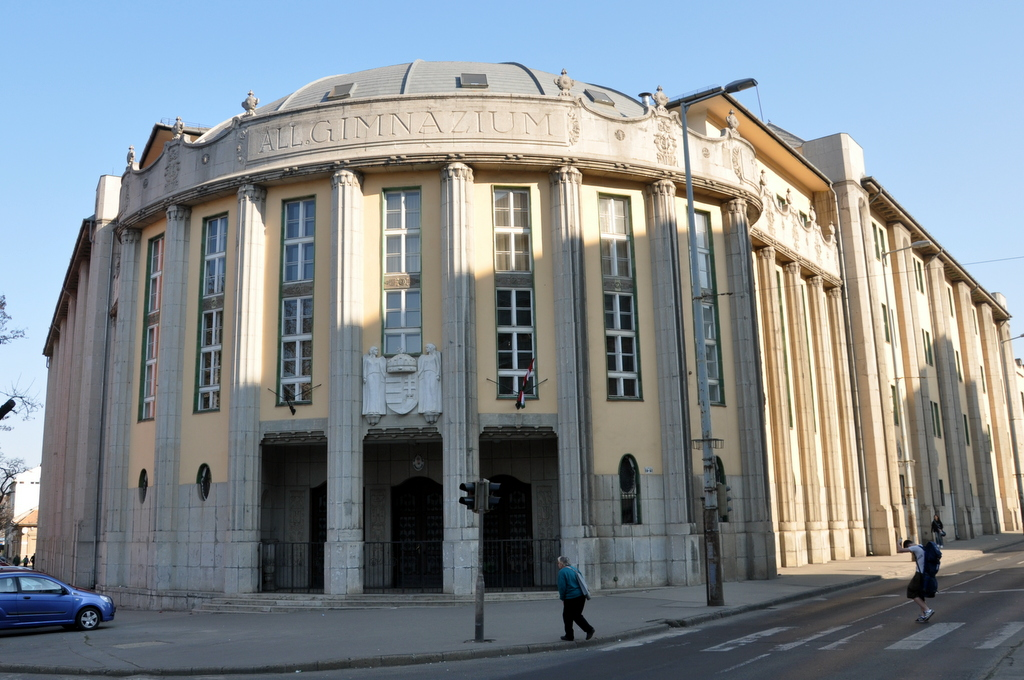
Szent László Gimnázium (1914–1915)
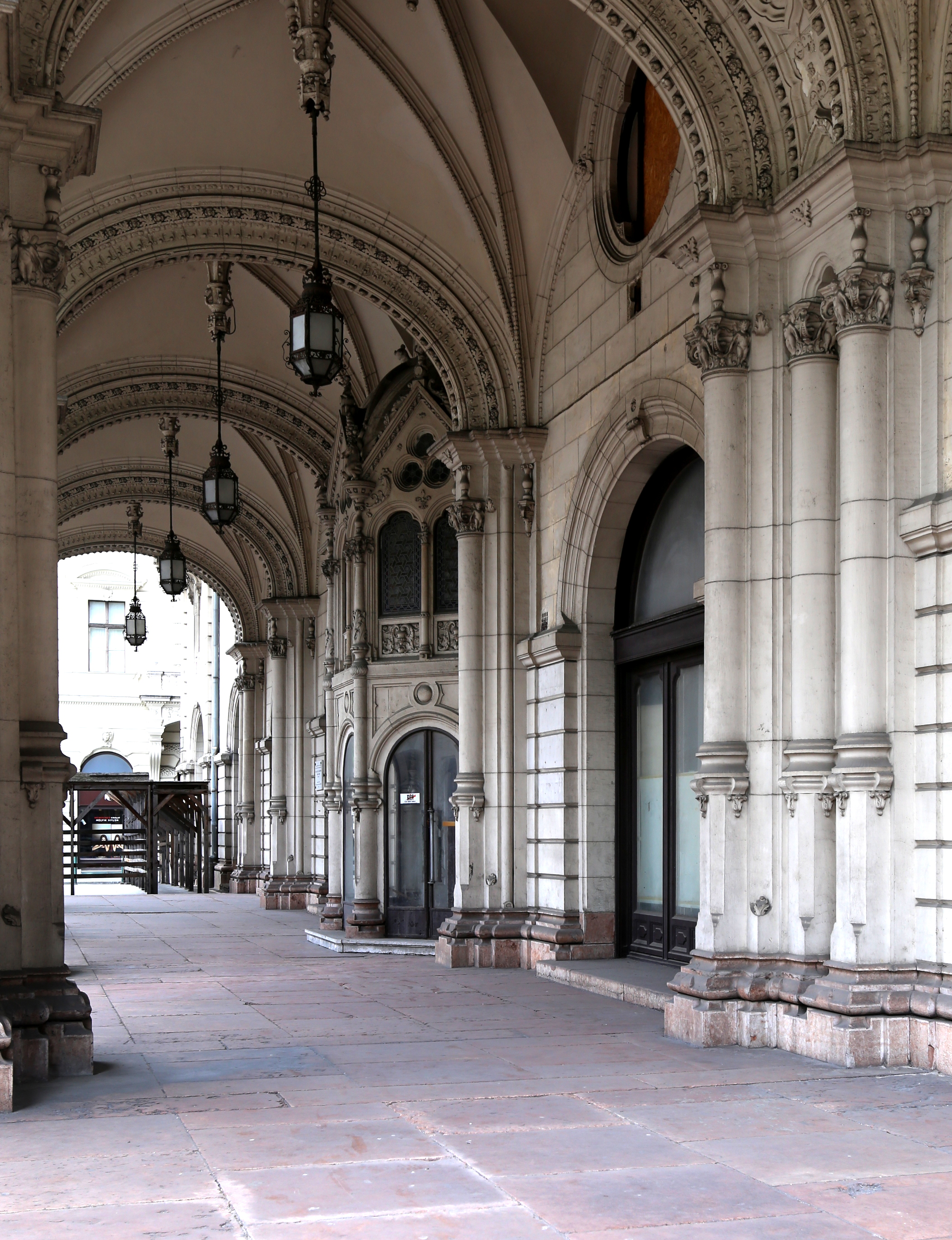
Andrássy út 25., a Drechsler-palota árkádos főbejárata

## Kiegészítő irodalom
- Lyka Károly cikke Lechner Ödönről
- Bálint Aladár nekrológja a Nyugat c. 1914. 12. számában
- Budapest, VIII. Rezső téri – Ferenc József – emléktemplom
- Vámos Ferenc: Lechner Ödön, 1–2. rész; Amicus, Budapest, 1927
- Kismarty-Lechner Jenő: Lechner Ödön; Képzőművészeti Alap, Budapest, 1961 (Magyar mesterek)
- Rados Jenő: Magyar építészettörténet. 312–323. old. (Műszaki Könyvkiadó, Budapest, 1971)
- Szentkirályi Zoltán: Az építészet világtörténete. II. kötet. 317. old. (Képzőművészeti zsebkönyvtár. 1980)
- Gerle János – Kovács Attila – Makovecz Imre: A századforduló magyar építészete (Szépirodalmi könyvkiadó – BONEX. 1990. 117–127. oldal).
- Bede Béla: Magyar szecessziós építészet. Corvina, Budapest, 2012, ISBN 978 963 13 6055 4
- Magyar nagylexikon  XI. (Kir–Lem). Főszerk. Bárány Lászlóné. Budapest: Magyar Nagylexikon. 2000.   868. o. ISBN 963-9257-04-4
- Ispánkiné S. Katalin (összeáll.): A Postatakarékpénztár és a Magyar Államkincstár – Összeállítás a Magyar Államkincstár megalakulásának 10. évfordulója alkalmából és tisztelgés Lechner Ödön alkotói emlékének, 2005. (Hozzáférés: 2010. május 18.) „Lecher Ödön élete és munkássága, alkotásainak áttekintő jegyzéke, képek, hátramaradt tervek”[halott link]